# Polydor Records
Polydor Records er et engelsk pladeselskab med hovedkontor i London. Polydor Records er ejet af Universal Music Group og indgår i et samarbejde med et andet Universal-selskab, Interscope Geffen A&M (IGA), der distribuerer Polydors udgivelser i USA. Som en del af samarbejdet distribuerer Polydor IGA's udgivelser i Storbritannien.
Polydor er Universal Music's næstældste label; det ældste er Deutsche Grammophon.  

## Historie
Polydor var oprindeligt en uafhængig filial af Deutsche Grammophon Gesellschaft. Navnet blev første gang anvendt som et eksportmærke i 1924. Deutsche Grammophon hævdede rettighederne til varemærket His Master's Voice i Tyskland, hvor HMV udgivelserne blev solgt under varemærket Electrola. Som modstykke blev Deutsche Grammophon plader til eksport solgt under navnet Polydor.
Efter 2. verdenskrig blev Polydor i 1946 et pladeselskab til populærmusik, og Deutsche Grammophon udgav klassisk musik. De tyske rettigheder til His Master's Voice blev i 1949 overdraget til Electrola Records, der var en del af EMI. Polydor forblev Deutsche Grammophons eksport label, også for klassisk musik, i Frankrig og Spanien i "vinyl-æraen".
I begyndelsen af 1960'erne signede orkesterlederen Bert Kaempfert den dengang ukendte Tony Sheridan and the Beat Brothers til Polydor. The Beat Brothers blev siden til The Beatles. En række populære tyske kunstnere, så som James Last, Bert Kaempfert og Caterina Valente udgav på Polydor i 1960'erne, ligesom en række franske og spanske artister udgav på mærket. 1969 åbnede Polydor en filial i USA, men fik dog først for alvor en betydning på det amerikanske marked i 1971, da Polydor signede og købte rettighederne til James Browns bagkatalog.

## PolyGram
I 1972 fusionerede Polydor med det Philips-ejede Phonogram Records og skabte PolyGram i  USA. Polydor-mærket blev fortsat benyttet af det fusionerede selskab. Op igennem 1970'erne blev Polydor et af de førende rock-labels og stod også stærkt inden for den fremvoksende disco-bølge med artister som Bee Gees og Gloria Gaynor. Artister i 1970'erne talte bl.a. Eric Clapton, Joe Cocker, The Who, Slade m.fl.
I 1980'erne var Polydor fortsat en fornuftig forretning, selvom mærket i vidt omfang blev overgået af søster-selskabet Mercury Records.  Polydor overtog håndteringen af British Decca's pop-katalog. Salget var dog vigende, og Polydor blev af PolyGram placeret i en gruppe med andre knap så stærke labels under paraplyen PolyGram Label Group (PLG), hvor også Island Records, London Records, Atlas Records og Verve Records blev placeret. 
I 1994 fusioneredes Polydor Records og Atlas Records og udgav kortvarigt under mærket "Polydor/Atlas" gennem A&M Records, der også var en del af PolyGram. I 1995 ændrede Polydor/Atlas navn til blot at hedde Polydor Records igen.
Polydor er fortsat aktive, og har bl.a. overtaget distributionsrettighederne til Rolling Stones' bagkatalog.
I forbindelse med Universal Music Groups overtagelse af PolyGram er Polydor blevet en del af Universal. 

## Eksterne links
- Wikimedia Commons har flere filer relateret til Polydor Records